# Japanische Badmintonmeisterschaft 1983
Die Japanische Badmintonmeisterschaft 1983 war die 37. Austragung der nationalen Titelkämpfe im Badminton in Japan. Sie fand vom 20. bis zum 25. Dezember 1983 in Tokio statt.

## Medaillengewinner
| Disziplin    | Gold                           | Silber                           | Bronze                                          |
| ------------ | ------------------------------ | -------------------------------- | ----------------------------------------------- |
| Herreneinzel | Hiroyuki Hasegawa              | Shinji Matsuura                  | Hiroshi Nishiyama                               |
| Herreneinzel | Hiroyuki Hasegawa              | Shinji Matsuura                  | Tetsuaki Inoue                                  |
| Dameneinzel  | Fumiko Tōkairin                | Saori Komoto                     | Sumiko Kitada                                   |
| Dameneinzel  | Fumiko Tōkairin                | Saori Komoto                     | Yoshiko Yonekura                                |
| Herrendoppel | Shinji Matsuura Shūji Matsuno  | Tetsuaki Inoue Shōkichi Miyamori | Hiroyuki Hasegawa Yukihiro Miyamoto             |
| Herrendoppel | Shinji Matsuura Shūji Matsuno  | Tetsuaki Inoue Shōkichi Miyamori | Nobutaka Ikeda Mikio Ozaki                      |
| Damendoppel  | Atsuko Tokuda Yoshiko Yonekura | Fumiko Tōkairin Yoko Kikuchi     | Michiyo Nishimura 岩見洋子 (Yoko Iwami)         |
| Damendoppel  | Atsuko Tokuda Yoshiko Yonekura | Fumiko Tōkairin Yoko Kikuchi     | Saori Komoto Mikiko Takada                      |
| Mixed        | Yutaka Suzuki Kazuko Sekine    | Shoichi Toganoo Etsuko Toganoo   | 山本清 (Kiyoshi Yamamoto) Mikiko Takada         |
| Mixed        | Yutaka Suzuki Kazuko Sekine    | Shoichi Toganoo Etsuko Toganoo   | 和田泰寛 (Yasuhiro Wada) 葛西明子 (Akiko Kasai) |

1. ↑  geklammert bei vermuteter Lesung